# Абу-эд-Духур
Абу-эд-Духур (араб. أبو الظهور‎ — «отец Зухура») — город в Сирии, в мухафазе Идлиб. Расположен в 45 км к юго-восток от Алеппо.
Численность населения, по данным переписи 2004 года, составила 38869 человек.
Этимология названия связана с арабским именем Зухур.

## Описание
Постройки в Абу-эд-Духуре существуют как старые глиняные, так современные бетонные, с центральным водопроводом.
Основной деятельностью населения является сельское хозяйство: выращивание ячменя и хлопка, и животноводство. Также присутствуют ремесленники, производящие кинжалы и мечи.
Абу-эд-Духур соединён с Идлибом асфальтированной дорогой.

## Военные объекты
Восточнее города расположена авиабаза Абу-эд-Духур.

## Галерея

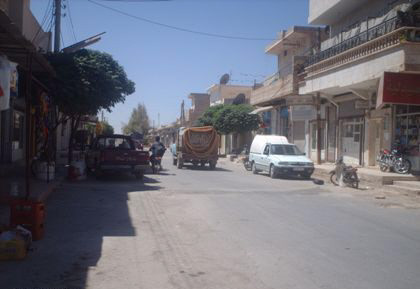
Одна из улиц города
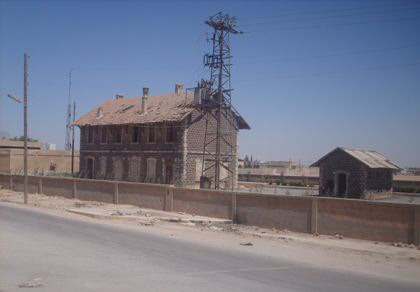
Здание ж/д станции